# 11377 Nye
11377 Nye este un asteroid din centura principală de asteroizi.

## Descriere
11377 Nye este un asteroid din centura principală de asteroizi. A fost descoperit pe 17 septembrie 1998 la Stația Anderson Mesa în cadrul programului LONEOS. El prezintă o orbită caracterizată de o semiaxă mare de 3,23 ua, o excentricitate de 0,12 și o înclinație de 2,6° în raport cu ecliptica.